# Воєнні злочини в Київській області під час російсько-української війни

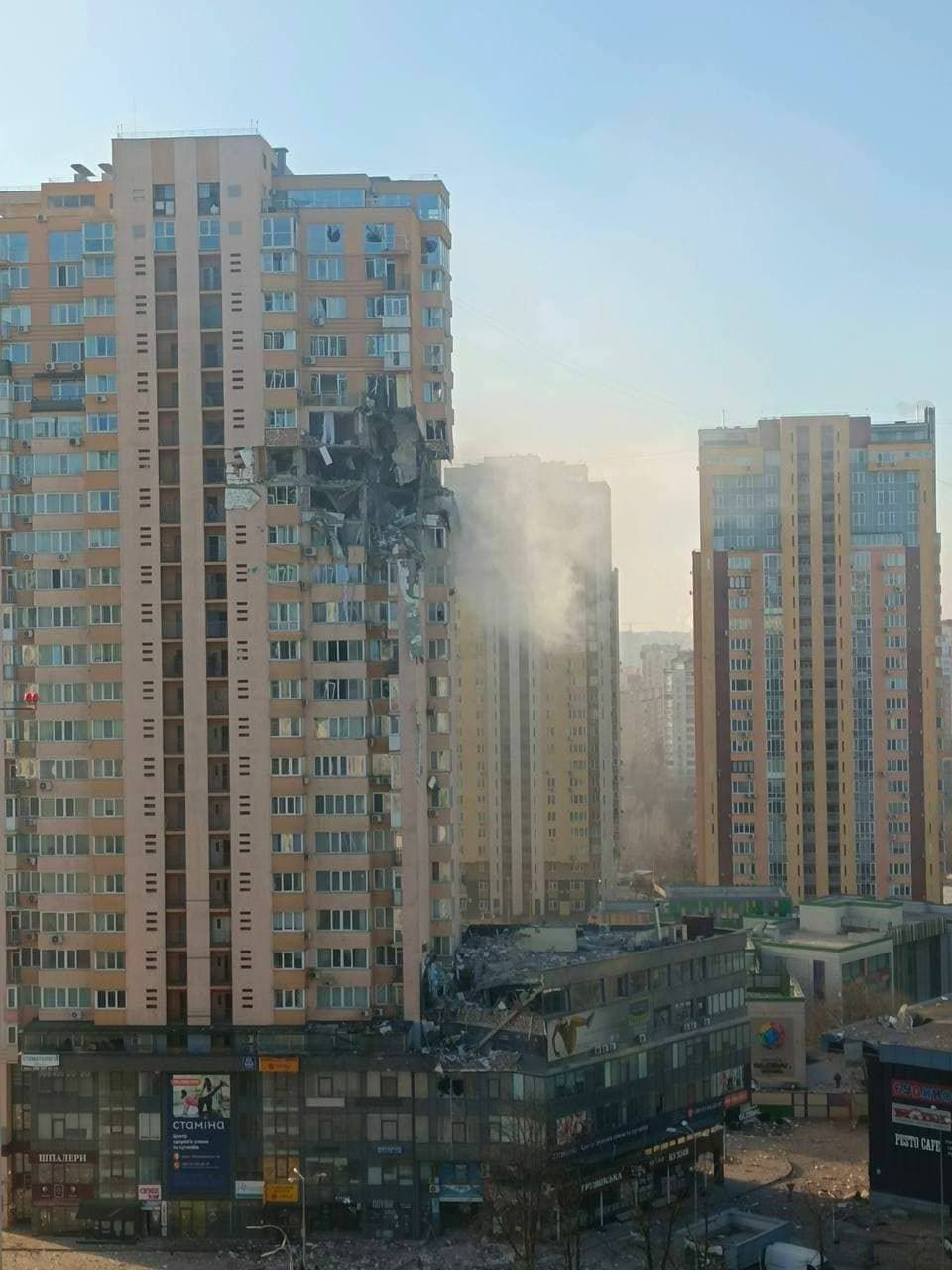
Житловий будинок на вул. Лобановського, 6-А після обстрілу, Київ

Воєнні злочини під час війни Росії проти України (2022) в Київській області — численні воєнні злочини російських окупантів в Київській області під час Російського вторгнення в Україну (з 2022).
Станом на 4 квітня у Київській області було офіційно зареєстровано близько 1 200 воєнних злочинів російських військовиків.
Станом на 29 квітня у Києві від обстрілів та бомбардувань загинуло більше 100 мирних мешканців, у тому числі 4 дитини. Ще 435 осіб поранено. У Київській області виявлено 1187 загиблих від рук російських окупантів цивільних осіб.
Станом на 19 березня внаслідок російських обстрілів і бомбардувань у Києві зруйновано 36 житлових будинків, 6 шкіл, 4 дитячих садочки.
Російські окупанти під час окупації Київської області, за офіційними даними, понад 400 разів зґвалтували мирних мешканців. Такі самі злочини ворожа армія вчиняє в інших тимчасово захоплених регіонах.

## Перебіг подій

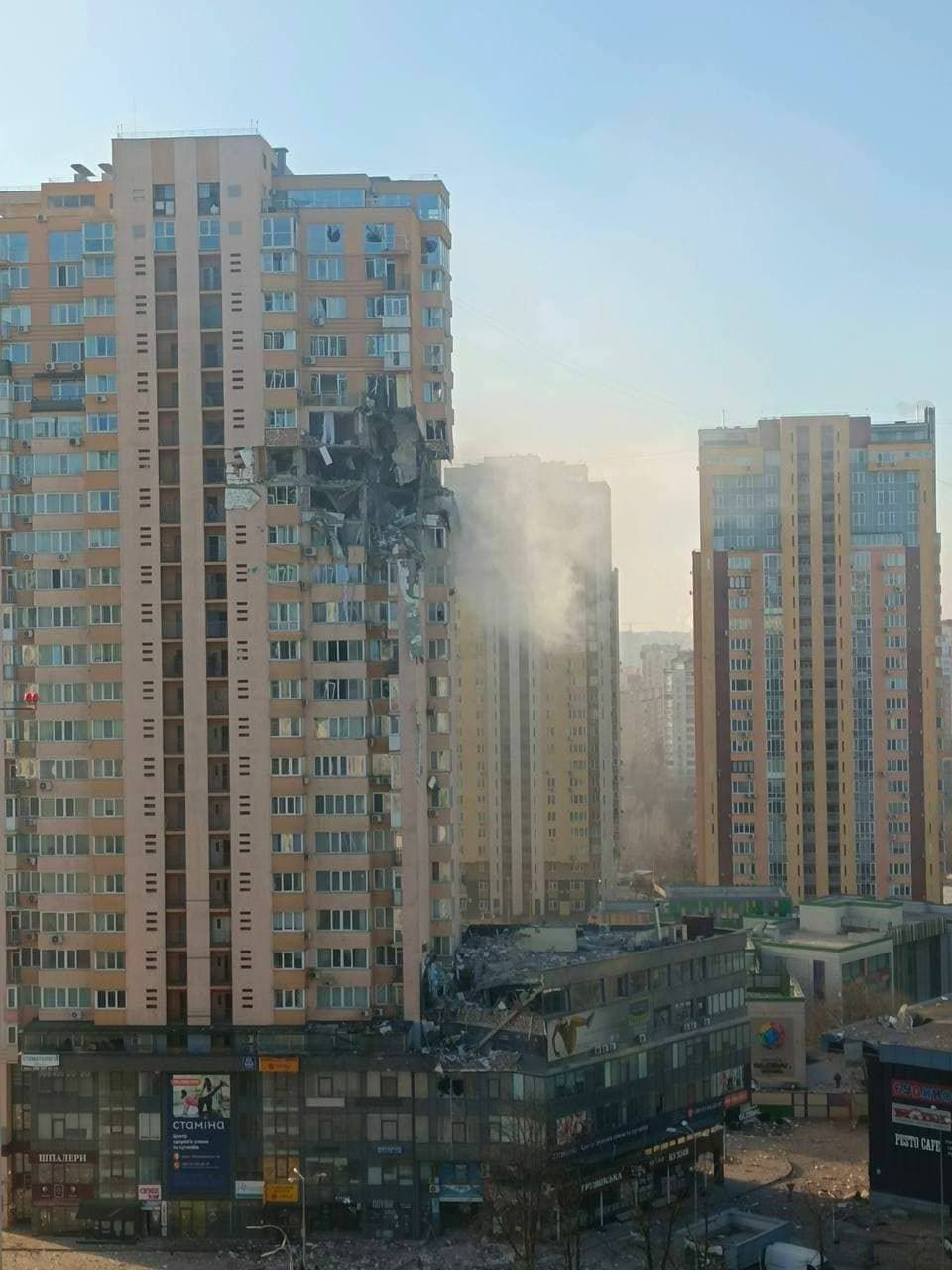
Житловий будинок на вул. Лобановського, 6-а після обстрілу 26 лютого 2022
- Удар по Київському телецентру 1 березня 2022
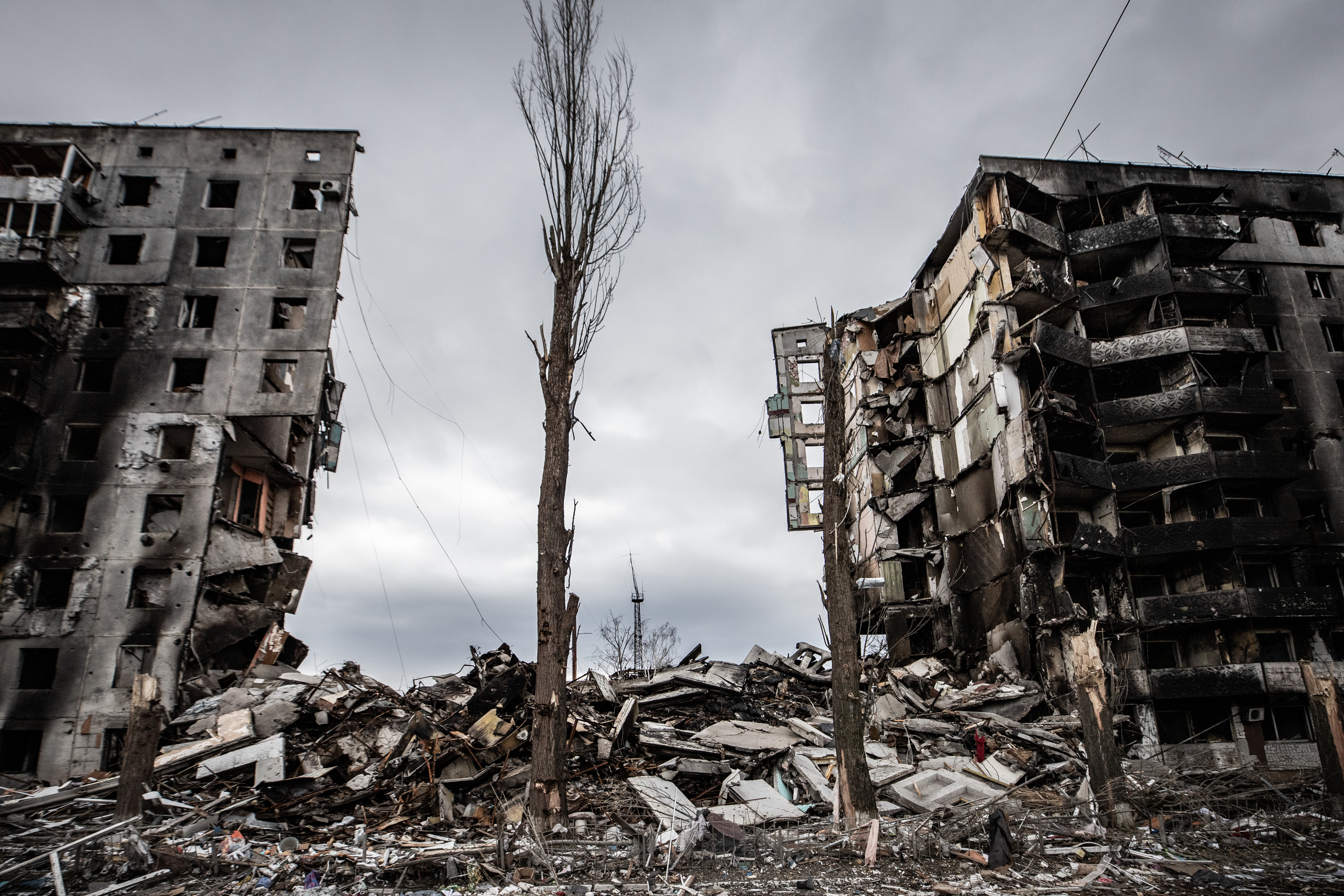
Зруйновані російськими військовими житлові будинки у Бородянці у березні 2022
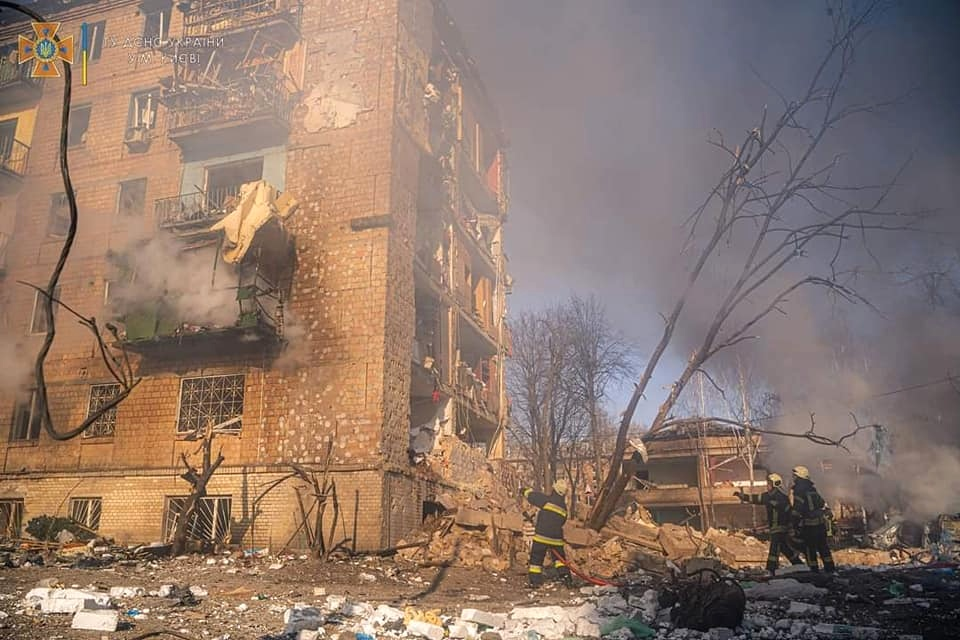
Наслідки удару російської ракети у Подільському районі 18 березня 2022
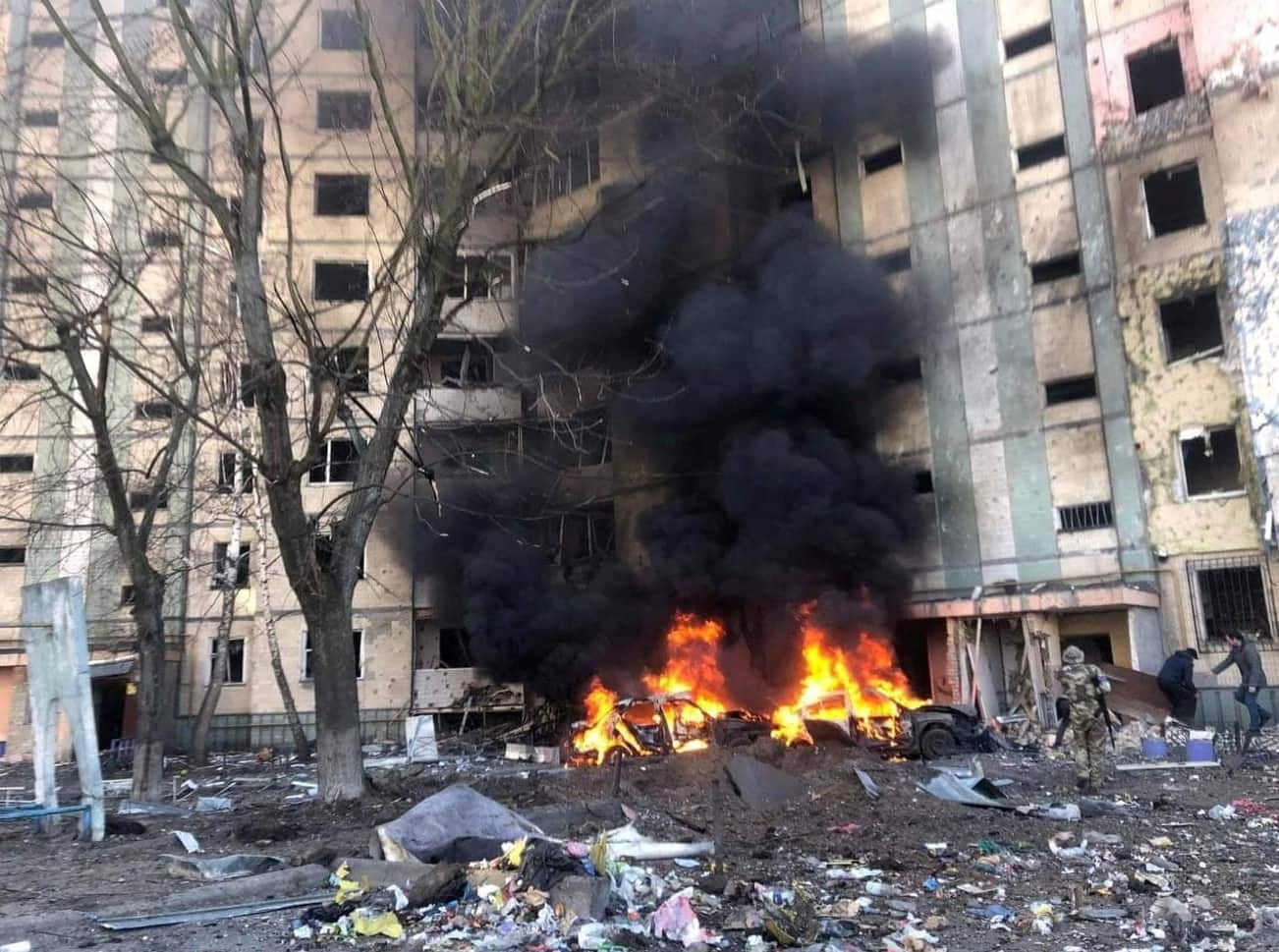
Пожежа від уламків російської ракети у Святошинському районі 20 березня 2022
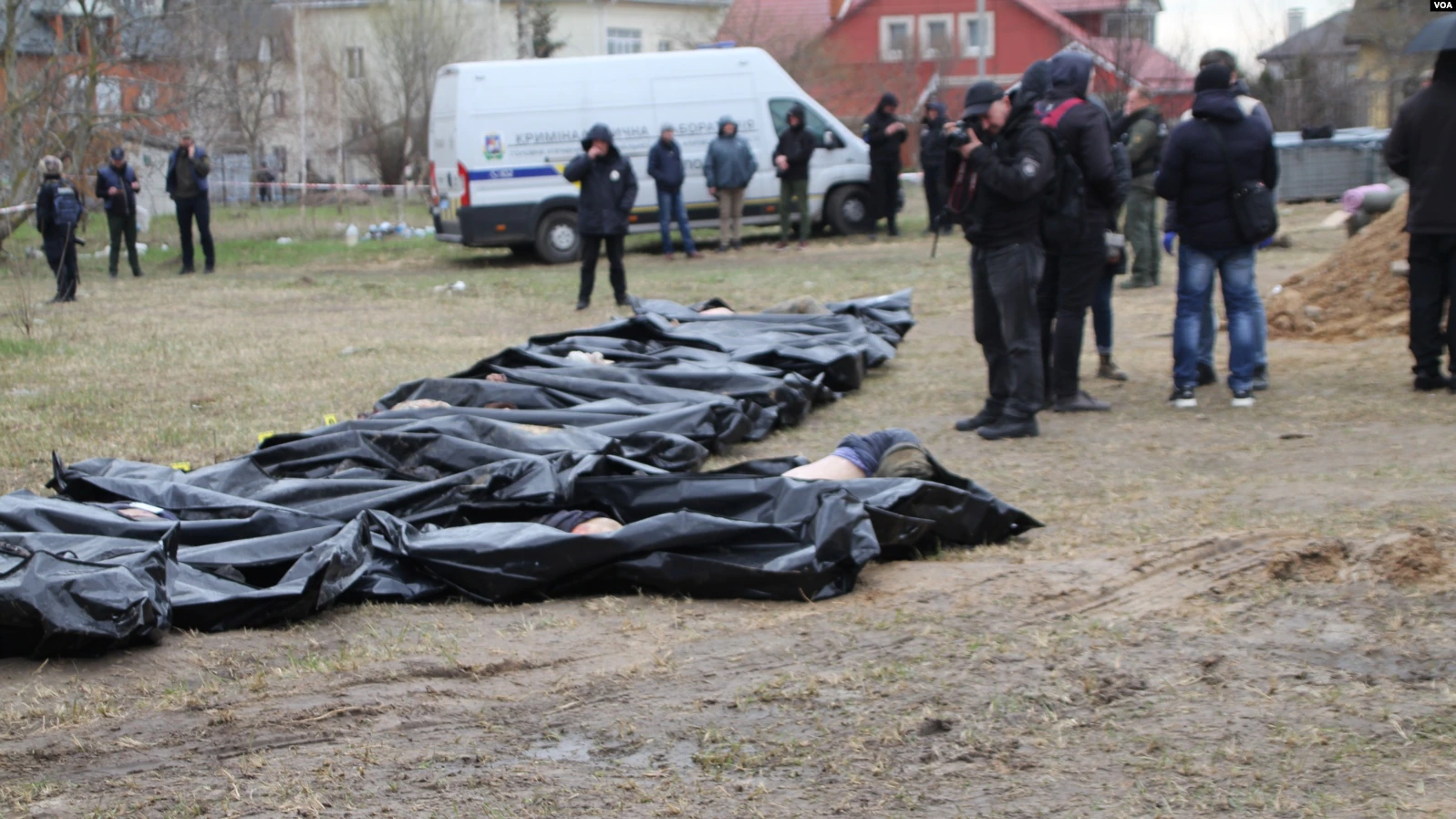
Ексгумація вбитих цивільних у Бучі, квітень 2022
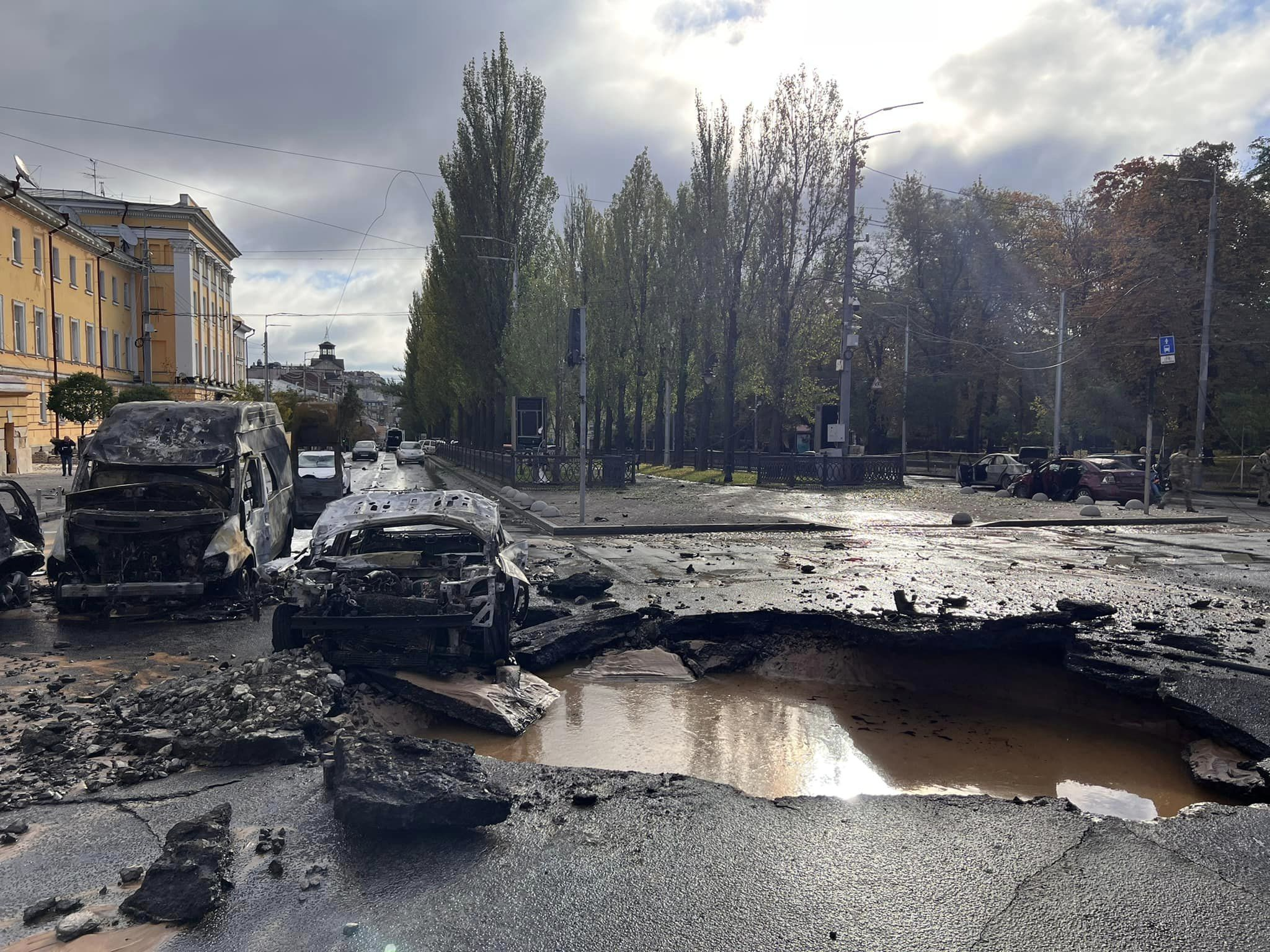
Наслідки удару російської ракети 10 жовтня 2022 у центрі Києва

#### Під час окупації частини Київщини
Обстріли житлової забудови та нищення культурних цінностей
26 лютого 2022 року російська ракета влучила у багатоповерхівку біля міжнародного аеропорту «Київ». 28 лютого стало відомо що у смт Іванків від обстрілів російських окупантів згорів історико-краєзнавчий музей, в якому зберігалися роботи відомої української народної художниці Марії Примаченко. Того ж дня гуртожиток та дві житлові 5-поверхівки зруйновані у результаті російського ракетного удару по містах Васильків, Біла Церква та селу Калинівка. Також зафіксовано влучання артилерійського снаряду у приватний пологовий будинок клініки Adonis.
1 березня від російських авіабомб було знищено житловий будинок у селищі Бородянка Київської області. Російська авіація завдавала удари по житловому сектору Бородянки, окупанти не давали можливості врятувати людей з-під завалів. Того ж дня була обстріляна ракетами Київська телевежа, внаслідок чого 5 людей загинули, ще 5 отримали травми. 7 березня у Макарові внаслідок авіаудару російських військ по хлібозаводу загинуло 13 осіб. 13 березня окупанти завдали артилерійського удару по Пуща-Водицькому психоневрологічному інтернату, пошкодили житловий корпус та інші будівлі. 14 березня снаряд російської артилерії влучив у 9-поверхівку біля заводу «Антонова», загинули люди. Внаслідок падіння у Куренівці уламків російської ракети, одна людина загинула і шестеро дістали поранення. У той же день росіяни відкрили мінометний вогонь по колоні людей, яких евакуювали з Гостомеля, загинула жінка і дістали поранення двоє чоловіків. 15 березня російські загарбники завдали удару по десятиповерховому житловому будинку у Подільському районі Києва. Сталося займання з 1 до 5 поверху. Ворожий снаряд влучив також у двоповерховий приватний будинок на Осокорках. Унаслідок влучання боєприпасу, випущеного російською армією, майже повністю згоріла житлова багатоповерхівка у Святошинському районі столиці. 16 березня внаслідок ворожого обстрілу в Києві стався обвал у 12-поверховому житловому будинку у Шевченківському районі, частково пошкоджений сусідній 9-поверховий будинок, снаряди влучили в кілька приватних будинків у Подільському районі. 17 березня через обстріл окупантами села Нові Петрівці загинула 2-річна дитина, ще 4 людей зазнали поранень. Під час евакуації людей російські війська влаштували обстріли із танків і «Градів», загинули двоє правоохоронців. 18 березня через ворожий мінометний удар у Макарові 7 мирних мешканців загинули, ще 5 отримали поранення. Зруйновано житлові будинки, пошкоджено адміністративну споруду та інші будівлі. Внаслідок обстрілу мікрорайону Виноградар у Подільському районі Києва загинула людина, постраждали 19 осіб, серед яких 4 дітей. 19 березня було зафіксовано 36 житлових будинків, 6 шкіл, 4 дитячих садочки зруйнованих внаслідок російських обстрілів і бомбардувань у Києві. 20 березня у Києві внаслідок потрапляння уламків снаряду виникла пожежа у житловому будинку. Ввечері росіяни здійснили ракетний обстріл Подільського району столиці, загинули 8 людей. 23 березня у Києві через обстріл місця паркування біля торгового центру, одна людина загинула і двоє травмовані. 24 березня російська армія з «градів» обстріляла мікрорайон Романівка, інші житлові масиви у Ірпіні. 26 березня внаслідок обстрілу російськими військами міста Боярки Київської області поранено 4 мирних мешканців, у тому числі дитину. 28 березня у Софіївській Борщагівці російські війська обстріляли декілька житлових будинків.
2 квітня у Ірпені житлові квартали зазнали бомбардування, було зруйнувано житлову багатоповерхівку. 14 квітня у мережі з'явилося відео, на якому танк російських окупантів стріляє по житловим будинкам в селі Бузова. 20 квітня стало відомо що окупанти знищили архів В'ячеслава Чорновола у Бучі.
Станом на 9 травня у Київській області російські війська від початку повномасштабного вторгнення зруйнували понад 4000 житлових будинків.

#### Насильство, викрадення і вбивства цивільних
25 лютого 2022 року військовослужбовці зведеного загону підрозділів росгвардії з міст Кемерово та Новокузнецька Кемеровської області, а також загону мобільного особливого призначення по Красноярському краю, не виконавши бойове завдання із захоплення Києва, відступили та зайняли позиції в смт Гостомель. Перебуваючи в районі вулиць Шевченка та Свято-Покровської, російські військові упродовж понад шести годин розстрілювали цивільні автомобілі з мирними мешканцями, які намагалися виїхати із зони бойових дій у напрямку Києва. Внаслідок обстрілів загинуло п'ятеро людей, ще шестеро отримали поранення.
28 лютого в мережі був опублікований відеозапис з місця розстрілу російськими окупантами літнього подружжя поблизу Макарова.
2 березня стало відомо про вбивство росіянами священника ПЦУ, який був у рясі, щоб заволодіти його машиною. 4 березня російські окупанти розстріляли машину в селі Ворзель, загинуло 2 людей і ще 4 поранено. 5 березня російські окупанти вбили в Ірпені під час евакуації матір і двох її дітей. Також 5 березня росіянами було обстріляли ракетами приватний житловий сектор у Білій Церкві. 6 березня стало відомо про розстріл російськими військовими волонтерів, які везли допомогу у притулок для тварин у Бучі. 7 березня стало відомо що російські військові вбили селищного голову Гостомеля Юрія Прилипка та поранили міського голову Бучі Анатолія Федорука. 8 березня біля Макарова російська БМП розстріляла автомобіль із літніми чоловіком та жінкою, на авто була наліпка, що за кермом людина з інвалідністю. 9 березня російські окупанти обстріляли автомобілі на Київщині, загинули цивільні та поліцейський. 11 березня росіяни у Бучі відкрили вогонь по місцевих жителях, які стояли на вулиці й чекали на евакуацію, постраждала 1 людина. Того ж дня під час спроби евакуації з села Перемога в бік села Гостролуччя за погодженим «зеленим» коридором, окупанти розстріляли колону мирних жителів, яка складалась винятково з жінок і дітей, як наслідок 7 загиблих, з них 1 дитина. 13 березня в Ірпені російські військові вбили журналіста New York Times і поранили інших людей. 15 березня у Бучі окупанти увірвались у міську раду, вчинили погром в адміністративній будівлі і викрали п'ятьох працівників. 16 березня російські солдати розстріляли двох цивільних біля Києва (відео оприлюднене CNN у травні 2022). 24 березня біля Василькова російська армія обстріляла евакуаційний поїзд. 27 березня окупанти вбили колишнього народного депутата Олександра Ржавського, відомого своїми проросійськими поглядами, застреливши у власному будинку в Бучі на очах у родичів. 28 березня у The Times Під була опублікована розповідь українки про життя під час окупації в одному з окупованих сіл Київщини, де росіяни спочатку вбили господаря, а потім ґвалтували його дружину.
1 квітня у районі села Гута-Межигірська поліцейські знайшли тіло фотожурналіста Макса Левіна, який 13 березня під час виконання професійних обов'язків перестав виходити на зв'язок. Після звільнення Київщини від окупантів на початку квітня 2022 року були знайдені тіла старости села Мотижин Ольги Сухенко та її чоловіка, яких росіяни викрали 23 березня. 2 квітня тіла шести цивільних, розстріляних російськими окупантами у потилицю, виявили у Мотижині на Київщині. На оприлюднених у квітні відео російські окупанти розстрілювали цивільних у авто на Житомирській трасі поблизу Києва. Також 2 квітня біля траси за 20 км від Києва знайшли загиблих мирних жителів. Під ковдрою лежали 4-5 мертвих оголених жінок, яких російські варвари намагалися спалити на узбіччі дороги. 7 квітня мер Ірпеня повідомив що в місті під час окупації російські окупанти розстрілювали людей та давили тіла танками. Також 7 квітня колишній міністр внутрішніх справ України Арсен Аваков оприлюднив відео із Гостомеля, де, за його словами, в одному з гаражів поліція виявила 11 вбитих російськими окупантами людей. 8 квітня селищний голова Макарова Київської області Вадим Токар заявив, що російські окупанти вбили щонайменше 132 місцевих жителів. 10 квітня у лісі поблизу села Мощун було знайдено закатованого окупантами літнього чоловіка. В Богданівці російські окупанти вбили чоловіка, а потім гвалтували його дружину, погрожуючи насиллям над її трирічним сином. 11 квітня у селі Бузова під Києвом віднайдено братську могилу вбитих російськими окупантами людей, місцева влада каже про 50 закатованих. Також 11 квітня стало відомо що окупанти вбили шістьох жителів села Шевченкове. 12 квітня окупанти розстріляли цілу родину в авто біля Макарова — трьох жінок і двох дітей. 13 квітня правоохоронці встановили, що у березні на виїзді із села Перемога російські окупанти вбили чотирьох людей, які хотіли евакуюватися, також поблизу села Гавронщина окупанти розстріляли цивільний автомобіль, внаслідок чого загинуло 5 осіб, серед яких дві дитини віком 1 та 14 років. 14 квітня Поліція ексгумувала тіла матері та сина, вбитих росіянами у селі Вабля.
2 травня у селі Калинівка виявлено поховання двох чоловіків зі слідами катувань. 4 травня Поліція Київщини ексгумувала тіла двох молодих чоловіків у селі Рудня-Тальська, яких російські окупанти 25 лютого 2022 року розстріляли та переїхали танком у Вишгородському районі. 5 травня у Бучанському районі виявили тіло чоловіка, закатованого російськими окупантами. 9 травня знайшли тіла ще трьох цивільних, вбитих пострілами в голову поблизу Макарова. 15 травня у лісосмузі поблизу села Вишеград правоохоронці виявили загиблого мирного жителя знаходилося що загинув від кульових поранень у спину. Чоловік проживав у селі Колонщина, під час окупації російськими військами він зник безвісти. 16 травня обабіч окружної дороги неподалік Макарова, де в період бойових дій розміщувались позиції росіян поліція Київщини виявила та оглянула тіла трьох вбитих російськими окупантами мирних осіб.

#### Після звільнення
Наслідки окупації
8 квітня селищний голова Макарова заявив, що місто зруйновано на 40 %, багато будинків вже не підлягають відновленню. Згідно із супутниковими знімками опублікованими 14 квітня 2022 року російські військові зруйнували 77 % території села Горенка. Станом на 20 квітня після закінчення розбирання завалів у Бородянці знайдено 41 загиблого. З багатоповерхових будинків знищено повністю 8, частково пошкоджено 32. З приватних будинків близько 500 зруйновані повністю, частково зруйновані або зазнали уражень ще близько 450. Станом на 29 квітня у Києві від обстрілів та бомбардувань загинуло більше 100 мирних мешканців, у тому числі 4 дитини, ще 435 осіб поранено.
У Бучі від рук окупантів загинули сотні людей. В місті на вулицях знайшли тіла по-звірячому вбитих українців. Багатьох громадян вбили після тортур пострілами в голову. У деяких загиблих дітей зв'язані руки, а в дівчат розірвані статеві органи. Після звільнення Бучі виявили цивільних людей, які лежали просто на вулиці. Такими жахливими є наслідки злочинів російських окупантів у Бучі на Київщині. Після визволення Бучі на початку квітня 2022 року в місті знайшли «братську могилу», де поховані майже 300 людей, на вулицях та подвір'ях десятки трупів (див. Бучанська трагедія). Тіла вбитих у Бучі почали з'являтися на вулицях 11 березня, коли туди зайшли війська РФ, їх видно на знімках супутника. Просторове розміщення трупів та інших об'єктів на супутникових фотографіях збігається з просторовим розміщенням тіл та інших об'єктів на фотографіях, зроблених після відходу російських військ з Бучі. Телеканал CNN отримав ексклюзивне відео з Бучі, зняте 12 та 13 березня за допомоги дрона. На ньому видно, що військові армії загарбника стоять біля тіл убитих українців. 27 квітня мер Бучі заявив що російські військові цілеспрямовано вбивали людей за складеними списками, які допомагали складати окупантам місцеві колаборанти.
В Ірпені загинули до 300 цивільних «Тих, хто не подобався, розстрілювали. Вбитих давили танками».
Станом на 11 травня 2023 року, з моменту деокупації було знайдено 1 374 тіла загиблих. За даними експертів, 717 людей було вбито з вогнепальної зброї, дотепер залишається невпізнаним 191 тіло. Зниклими безвісти вважається 281 особа. На Київщині було виявлено 15 місць масового захоронення людей, встановлено три місця катування.
Ракетні удари
Після втечі російських військових із півночі України, Київ продовжив знаходитися під постійними ракетними обстрілами, у тому числі обстрілами інфраструктури.
28 квітня 2022 року, одразу по завершенні переговорів президента Володимира Зеленського з генсеком ООН Антоніу Гуттерешем Росія випустила по Києву 5 ракет, внаслідок чого було атаковано житловий будинок, 1 людина загинула і ще 10 поранено.
26 червня внаслідок російського ракетного удару по Києву спалахнула пожежа в одній із житлових дев'ятиповерхівок, три її верхні поверхи частково зруйновано. Загинула щонайменше 1 людина, 6 постраждали. Інша російська ракета потрапила в дитячий майданчик, розташований на території дитячого садка.
Під час ударів по об'єктах критичної інфраструктури України у Києві та області були попадання по житловій забудові 10 жовтня, внаслідок чого загинуло щонайменше 7 людей, 17 жовтня під час атаки дронами-камікадзе Shahed-136 відбулося влучання у житловий будинок на вулиці Жилянській, всього у атаці загинуло четверо цивільних.
15 листопада від уламків які впали на два житлових будинки в Печерському районі загинула жінка, ще одна жінка загинула від уламків ракети на цвинтарі села Плесецьке. 23 листопада російська ракета влучила у житловий будинок у Вишгороді, від чого загинуло 7 людей.
16 грудня внаслідок російського ракетного удару по об'єктах критичної інфраструктури було поранено 4 осіб. 31 грудня у Києві внаслідок російського ракетного удару було поранено 22 осіб, 1 людина загинула, пошкоджено цивільну інфраструктуру, ще один із постраждалих помер у лікарні.
9 березня 2023 року внаслідок влучання ракет відомо про трьох потерпілих у Святошинському районі.
Жертви замінування території
17 травня 2022 року у селі Андріївка тракторист виїхав у поле й підірвався на ворожій міні, серйозних травм не отримав. 6 червня у лісі Вишгородського району двоє осіб підірвалися на міні, отримали поранення. 18 липня жителька села Мила підірвалась на протипіхотній міні, від поранень загинула. 8 квітня 2023 року, під час проведення дорожніх робіт на протитанковій міні підірвався трактор, водій зазнав поранень.

## Окремі події
У смт Іванків на півночі Київської області від обстрілів російських окупантів згорів історико-краєзнавчий музей, в якому зберігалися роботи відомої української народної художниці Марії Примаченко.
Російська ракета влучила у багатоповерхівку біля міжнародного аеропорту «Київ».
Гуртожиток та дві житлові 5-поверхівки зруйновані у результаті російського ракетного удару по м. Васильків, м. Біла Церква та с. Калинівка, що у Київській області, увечері 28 лютого.
28 лютого снаряд рф влучив у приватний пологовий будинок клініки Adonis на Київщині, усіх пацієнток евакуювали.
Російський літак 1 березня 2022 року скинув бомбу на житловий будинок у селищі Бородянка Київської області. Російська авіація завдавала удари по житловому сектору Бородянки (Київська область) і навіть не дала можливості врятувати людей з-під завалів.
Російські окупанти 1 березня 2022 року обстріляли ракетами київську телевежу, внаслідок чого п'ятеро людей загинули, ще п'ять отримали травми.
На Київщині російські окупанти вбили священника ПЦУ, який був у рясі, щоб заволодіти його машиною.
В Ірпені під Києвом російські загарбники бомбардували житлові квартали та зруйнували багатоповерхівку.
Російські окупанти розбомбили Бородянку на Київщині (див. відео).
Під завалами в зруйнованій Бородянці може перебувати до 100 людей
Російські окупанти 4 березня розстріляли машину в селі Ворзель на Київщині. Загинуло двоє і ще четверо людей поранені.
Російські окупанти 5 березня обстріляли ракетами приватний житловий сектор у Білій Церкві.
Військові РФ розстріляли волонтерів, які везли допомогу у притулок для тварин у Бучі на Київщині.
Російські окупанти 5 березня вбили в Ірпені Тетяну Перебийнос і двох її дітей.
Російські окупанти вбили селищного голову Гостомеля Юрія Прилипка та поранили міського голову Бучі Анатолія Федорука.
У Макарові Київської області внаслідок авіаудару російських військ по хлібозаводу загинуло 13 осіб.
8 березня біля м. Макарів російська БМП розстріляла автомобіль із літніми чоловіком та жінкою. На авто була наліпка, що за кермом людина з інвалідністю.
Російські окупанти обстріляли автомобілі на Київщині, загинули цивільні та поліціянт.
11 березня російські загарбники у Бучі відкрили вогонь по місцевих жителях, які стояли на вулиці й чекали на евакуацію. У результаті постраждала одна людина.
11 березня під час спроби евакуації з села Перемога (Баришівський район Київської області) в бік села Гостролуччя за погодженим «зеленим» коридором, окупанти розстріляли колону мирних жителів, яка складалась винятково з жінок і дітей. За даними розвідки, наслідок цього звірячого вчинку — 7 загиблих, з них одна дитина. Точна кількість поранених наразі невідома.
12 березня о 03:50 у с. Квітневе Броварського району внаслідок обстрілу виникла пожежа складу зберігання замороженої продукції.
13 березня в Ірпені Київської області окупанти вбили 51-річного кореспондента The New York Times, громадянина США Брента Рено (Brent Renaud). Ще двоє кореспондентів отримали поранення.
13 березня окупанти завдали артилерійського удару по Пуща-Водицькому психоневрологічному інтернату, пошкодили житловий корпус та інші будівлі. На мить обстрілу підопічні інтернату та персонал були евакуйовані до безпечного місця.
О 5 годині ранку 14 березня артилерійський снаряд влучив у дев'ятиповерховий житловий будинок на Оболоні, що у Києві, внаслідок чого сталось часткове руйнування з 1 до 3 поверху та загоряння квартир на 3 та 4 поверхах. Двоє людей загинули.
У Києві 14 березня снаряд влучив в 9-поверхівку і завод «Антонов», загинули люди.
14 березня внаслідок падіння на столичний район Куренівка уламків ракети, випущеної російськими військами, одна людина загинула і шестеро поранені.
14 березня російські загарбники відкрили мінометний вогонь по колоні людей, яких евакуювали з Гостомеля, загинула жінка і дістали поранення двоє чоловіків.
15 березня російські загарбники завдали удару по десятиповерховому житловому будинку у Подільському районі Києва. Сталося займання з 1 до 5 поверху. Ворожий снаряд влучив також у двоповерховий приватний будинок на Осокорках.
15 березня унаслідок влучання боєприпасу, випущеного російською армією, майже повністю згоріла житлова багатоповерхівка у Святошинському районі столиці.
15 березня через мінометний обстріл окупантами, в селі Нова Буда зруйновано житловий будинок.
15 березня у Бучі окупанти увірвались у міську раду, вчинили погром в адміністративній будівлі і викрали п'ятьох працівників.
16 березня внаслідок ворожого обстрілу в Києві стався обвал у 12-поверховому житловому будинку у Шевченківському районі, частково пошкоджений сусідній 9-поверховий будинок.
16 березня внаслідок обстрілу Києва снаряди влучили в кілька приватних будинків у Подільському районі.
17 березня через обстріл окупантами села Нові Петрівці у Вишгородському районі загинула 2-річна дитина, ще четверо людей зазнали поранень.
17 березня російські війська влаштували обстріли під час евакуації людей у Київській області. Внаслідок атак із танків і «Градів» загинули двоє правоохоронців.
Внаслідок обстрілу мікрорайону Виноградар у Подільському районі Києва 18 березня 2022 року загинула людина, постраждали 19 осіб, серед яких 4 дітей.
Через ворожий мінометний удар у Макарові 18 березня 7 мирних мешканців загинули, ще п'ятеро отримали поранення. Зруйновано житлові будинки, пошкоджено адміністративну споруду та інші будівлі.
У Києві 20 березня внаслідок потрапляння уламків снаряду виникла пожежа у житловому будинку. Будинок пошкоджений, згоріли автівки в дворі.
Ввечері 20 березня збройні сили РФ, застосовуючи заборонені міжнародним правом засоби ведення війни, здійснили ракетний обстріл Подільського району столиці. Загинули 8 людей.
Російський солдат убив мешканця Київщини та зґвалтував його дружину.
22 березня окупанти знищили склади з продуктами у Броварському районі. Збитки оцінюються щонайменше у 600 млн грн.
22 березня російські війська обстріляли Ірпінь фосфорними боєприпасами.
23 березня у Києві через обстріл місця паркування біля торгового центру, одна людина загинула і двоє травмовані.
24 березня біля Василькова російська армія обстріляла евакуаційний поїзд.
24 березня російська армія з «градів» обстріляла мікрорайон Романівка, інші житлові масиви та дороги у м. Ірпінь.
26 березня внаслідок обстрілу російськими військами міста Боярки Київської області поранено 4 мирних мешканців, у тому числі дитину.
Окупанти 27 березня вбили колишнього народного депутата Олександра Ржавського, відомого своїми проросійськими поглядами. Застрелили у власному будинку в Бучі на очах у родичів.
28 березня с. Софіївська Борщагівка в Бучанському районі обстріляли російські війська, внаслідок чого постраждали декілька житлових будинків, знищено або пошкоджено десятки автомобілів.
В одному з окупованих сіл Київщини російські нелюди спочатку вбили господаря, а потім кілька годин ґвалтували його дружину.
«Тих, хто не подобався, розстрілювали. Вбитих давили танками»: в Ірпені загинули до 300 цивільних.
Російські окупанти розстрілювали цивільних у авто на Житомирській трасі поблизу Києва.
У Бучі від рук окупантів загинули сотні людей. В місті на вулицях знайшли тіла по-звірячому вбитих українців. Багатьох громадян вбили після тортур пострілами в голову. У деяких загиблих дітей зв'язані руки, а в дівчат розірвані статеві органи. Після звільнення Бучі виявили цивільних людей, які лежали просто на вулиці. Такими жахливими є наслідки злочинів російських окупантів у Бучі на Київщині. Після визволення Бучі на початку квітня 2022 року в місті знайшли «братську могилу», де поховані майже 300 людей, на вулицях та подвір'ях десятки трупів (див. Бучанська трагедія).
 Тіла вбитих у Бучі почали з'являтися на вулицях 11 березня, коли туди зайшли війська РФ, їх видно на знімках супутника. Просторове розміщення трупів та інших об'єктів на супутникових фотографіях збігається з просторовим розміщенням тіл та інших об'єктів на фотографіях, зроблених після відходу російських військ з Бучі. Телеканал CNN отримав ексклюзивне відео з Бучі, зняте 12 та 13 березня за допомоги дрона. На ньому видно, що військові армії загарбника стоять біля тіл убитих українців.
Після звільнення Київщини від окупантів на початку квітня 2022 року були знайдені тіла старости села Мотижин Ольги Сухенко та її чоловіка, яких росіяни викрали 23 березня. Тіла шести цивільних, розстріляних російськими окупантами у потилицю, виявили у Мотижині на Київщині.
Після визволення Ірпеня від російських окупантів на початку квітня 2022 року на вулицях міста лежали трупи українців.
Біля траси за 20 км від Києва знайшли загиблих мирних жителів. Під ковдрою лежали 4-5 мертвих оголених жінок, яких російські варвари намагалися спалити на узбіччі дороги.
В Ірпені виявлено тіла дітей у віці до 10 років з ознаками зґвалтувань і катувань.
В Ірпені троє російських військових на очах в 17-річної дівчини зґвалтували її матір та сестру. Від отриманих травм та знущань обидві загинули.
Станом на 5 квітня, за словами керівника гуманітарного напрямку Київської ОВА Олексія Кулеби, Бородянку практично знищили російські окупанти. 17-річна дівчина, яка стала свідком жорстоко вбивства своїх рідних, чотири дні жила із загиблими у будинку у стані психологічного шоку.
За інформацією НАЕК Енергоатом, в Іванкові гуманітарна катастрофа, майже скінчилися продукти. Російські окупанти спалили і підірвали деякі будинки і вбивали мирних жителів, які просто виходили на вулицю. Пізніше російські воєнні злочинці почали шукати учасників АТО, грабувати населення і стріляти в тих, хто висловлював незгоду з їхніми діями.
За 35 днів окупації в Гостомелі зникли безвісти понад 400 людей. За свідченнями очевидців, дехто з них загинув, місце перебування решти людей досі невідоме.
Колишній міністр внутрішніх справ України Арсен Аваков оприлюднив відео із Гостомеля, де, за його словами, в одному з гаражів поліція виявила 11 вбитих російськими окупантами людей.
Журналіст Денис Казанський поширив фотографії чергових звірств російських окупантів — трупи розстріляних людей у місті Ворзель під Києвом.
Станом на 7 квітня 2022 року відомо про більш ніж 400 убитих цивільних громадян України на території Київської області.
8 квітня селищний голова Макарова Київської області Вадим Токар заявив, що російські окупанти вбили щонайменше 132 місцевих жителів. Росіяни розбомбили житлові будинки, знищили лікарні, дитячі садки і майже всю інфраструктуру. Поля та лісопосадки заміновано, окупанти залишили по собі багато розтяжок. Селище понад місяць було без світла, води, газу, тепла, зв'язку. Макарів зруйновано на 40 %, багато будинків вже не підлягають відновленню.
Росіяни на Київщині натовпом ґвалтували дітей на очах у батьків, 14-річна дівчинка завагітніла.
В Ірпені російські окупанти розстрілювали людей та давили тіла танками.
Російські окупанти знищили філію Інституту серця в Ірпені. Вони навмисно нищили обладнання, що не змогли вкрасти, все розламали. Жодного цілого апарату та кабінету.
Російські варвари розгромили школу в Бородянці, знищили меблі та обладнання, написали образливі надписи на стінах школи.
У Бучі п'ятеро російських військових зґвалтували 14-річну дівчинку. Зараз вона вагітна. Також зафіксований випадок зґвалтування 11-річного хлопчика у Харкові. Дитину зґвалтували на очах у матері, яку прив'язали до стільця і змусили дивитись.
В Богданівці на Київщині російські окупанти вбили чоловіка, а потім гвалтували його дружину, погрожуючи насиллям над її трирічним сином.
В лісі поблизу села Мощун окупанти закатували літнього чоловіка.
В селі Бузова під Києвом віднайдено братську могилу вбитих російськими окупантами людей. Місцева влада каже про 50 закатованих.
Генеральний прокурор України Ірина Венедіктова повідомила, що тільки в Київській області від рук окупантів загинули 1222 осіб.
Застрелені в голову та скинуті у льох: окупанти вбили шістьох жителів села Шевченкове на Київщині.
Окупанти розстріляли цілу родину в авто біля Макарова — трьох жінок і двох дітей.
Росіяни в Бучі систематично ґвалтували 25 жінок віком від 14 до 24 років, дев'ять з них вагітні.
На Київщині станом 12 квітня 2022 року виявили вже 720 тіл мирних мешканців, 200 осіб зникли безвісти.
В мережі опублікований відеозапис з місця розстрілу російськими окупантами літнього подружжя поблизу Макарова.
Правоохоронці встановили, що у березні на виїзді із села Перемога Київської області російські окупанти вбили чотирьох людей, які хотіли евакуюватися. Правоохоронці також встановили, що поблизу села Гавронщина Бучанського району Київської області окупанти розстріляли цивільний автомобіль. Внаслідок ворожої атаки загинули 5 осіб, серед яких дві дитини віком 1 та 14 років.
В Бучі ексгумують з братської могили тіла вбитих росіянами мирних жителів: «Майже всі з вогнепальними пораненнями, деякі із зав'язаними руками та ногами».
Мешканці звільненої Бородянки продовжують свідчити про воєнні злочини російських окупантів.
Російські військові зруйнували 77 % території села Горенка на Київщині.
У лісах під Києвом багато розстріляних російськими окупантами цивільних автомобілів та тіл мирних жителів.
Станом на 10 квітня, в Київській області виявлено 1222 загиблих. Це все є військовими злочинами та порушенням міжнародних прав, прав людини та будь-яких моральних норм.
Поліція ексгумувала тіла матері та сина, вбитих росіянами, які безпідставно обстрілювали вулиці та будинки у селі Вабля під Бучею.
Росіяни в окупованих навколо столиці містах влаштовували «штаб-квартири» у місцевих школах і дитсадках, а коли треба було покидати їх — цинічно підірвали будівлі. Така ж трагічна доля спіткала й дитячий садочок та школу у селі Богданівка, що на Київщині.
В мережі з'явилося відео, на якому танк російських окупантів стріляє по житловим будинкам в селі Бузова на Київщині.
Наразі виявлено тіла 403 людей, по-звірячому закатованих в Бучі.
Російські окупанти майже на 80 % зруйнували село Горенка на Київщині.
В Бучі ексгумують з братської могили тіла вбитих росіянами мирних жителів: «Майже всі з вогнепальними пораненнями, деякі із зав'язаними руками та ногами».
На Київщині знайдено тіла 900 українців, які загинули від рук окупантів.
«У неї вирвані нігті, вона чинила опір. Її руки обпалені до кісток»: спливають нові подробиці катувань і зґвалтувань у Бучі. 23-річна Карина Єршова, яка переїхала з батьками до Бучі з окупованого Донбасу, зустріла свою жахливу смерть вже під Києвом, намагаючись чинити опір. Дівчину схопили на вулиці, її катували та зґвалтували, зрештою вистріливши в голову. Вітчим дівчини Андрій Деренко заявив, що її тіло було все в порізах, більшість нігтів на пальцях були відсутні, начебто вона намагалася захистити себе, намагалася відбиватися.
Російські окупанти на Київщині ґвалтували не тільки жінок та дітей, але й чоловіків.
Станом на 20 квітня після закінчення розбирання завалів у Бородянці знайдено 41 загиблого. З багатоповерхових будинків знищено повністю 8, частково пошкоджено 32. З приватних будинків близько 500 зруйновані повністю, частково зруйновані або зазнали уражень ще близько 450.
Російські нацисти в Бородянці вбили 15-річну дівчину, чоловіка переїхали БТРом, трьох людей просто розстріляли.
У Бородянці виявили дві братських могили з 9-ма тілами мирних мешканців. У деяких із загиблих є ознаки катувань. Серед вбитих є 15-річна дівчина.
Окупанти знищили архів В'ячеслава Чорновола у Бучі.
Станом на 21 квітня відомо про 1126 українців, зокрема 40 дітей, убитих російськими військами у Київській області.
В Ірпені росіяни на очах у дівчини зґвалтували маму і молодшу сестру. Обидві загинули.
У Бучі станом на 23 квітня 2022 року закінчується збір та ексгумація тіл загиблих і померлих на території Бучанської громади. Знайдено та ексгумовано 412 вбитих російськими нацистами жителів Бучі.
Російські військові в Бучі цілеспрямовано вбивали людей за складеними списками. Їх допомагали складати окупантам місцеві колаборанти.
Одразу по завершенні переговорів президента Володимира Зеленського з генсеком ООН Антоніу Гуттерешем 28 квітня 2022 року Росія випустила по Києву 5 ракет. Внаслідок влучення ракети в будинок в Києві 28 квітня 2022 року одна людина загинула і ще 10 осіб поранені.
У Київській області на території Бучанського району 29 квітня виявили яму з тілами трьох чоловіків, яких солдати Російської Федерації катували, а потім жорстоко вбили. Це чергове масове поховання, яке зробили окупанти на території Бучанського району, того багатостраждального району, де вбили і закатували вже більше тисячі громадян. Загалом на території Київщини слідчими оглянуто 1202 тіла цивільних громадян, які були вбиті російськими нацистами.
Станом на 2 травня 2022 року знайдено 8 масових поховань на території області. В них були тіла близько 148 людей. Найбільше «братських могил» у Бучанському районі. Наразі на Київщині було вбито 1202 громадян України, їхні особи вже встановлено. Не упізнаними лишається близько 280 громадян. В масових похованнях знайшли 148 людей.
У селі Калинівка Макарівської ОТГ Бучанського району Київщини виявлено поховання двох чоловіків зі слідами катувань.
За останню добу 4 травня 2022 року на Київщині виявили 20 тіл мирних жителів, яких убили російські військові. Станом на 4 травня поліція Київської області виявила та оглянула 1235 тіл мирних жителів. Особи 282 загиблих поки що не встановлені.
Поліція Київщини 4 травня 2022 року ексгумувала тіла двох молодих чоловіків у селі Рудня-Тальська, яких російські окупанти 25 лютого 2022 року розстріляли та переїхали танком у Вишгородському районі.
У Бучанському районі Київської області 5 травня 2022 року виявили тіло чоловіка, закатованого російськими окупантами.
ЗМІ 9 травня повідомили, що тіла ще трьох цивільних осіб виявили поблизу смт. Макарів Київської області — російські окупанти убили їх пострілами в голову.
У Київській області російські війська від початку повномасштабного вторгнення зруйнували понад 4000 житлових будинків.
CNN оприлюднила відео, як солдати РФ холоднокровно застрелили двох цивільних біля Києва.
ЗМІ 16 травня 2022 року повідомили, що в Бучанському районі поліція Київщини виявила та оглянула тіла трьох вбитих російськими окупантами мирних осіб. Захоронення знайшли обабіч окружної дороги неподалік Макарова, де в період бойових дій розміщувались позиції росіян.
У селі Андріївка неподалік Макарова 37-річний тракторист 17 травня 2022 року виїхав у поле й підірвався на ворожій міні, але серйозних травм не отримав.
Станом на 18 травня у Київській області знайдено тіла 1288 мирних жителів, убитих російськими військовими під час окупації області.
У Київській області поліція виявила тіло вбитого російськими окупантами жителя села Колонщина.
Сьогодні, 21 травня, слідчі та криміналісти поліції Київщини провели ексгумацію тіл двох мешканців села Бузова. Цивільні громадяни були вбиті окупантами під час бойових дій на Бучанщині.
В Бучанському районі на Київщині 22 травня 2022 року виявили ще двох убитих окупантами мирних жителів.
Російські окупанти вкрали та знищили обладнання з Чорнобильської АЕС на 135 млн доларів, деяке обладнання, яке відстежили завдяки GPS-трекерам, знаходиться у Білорусі. З Чорнобильської АЕС окупанти вкрали або знищили 698 комп'ютерів, 344 машини, 1500 дозиметрів радіації, практично всі засоби пожежогасіння та програмне забезпечення. Представник ЧАЕС повідомив журналістам, що за час окупації 9 їхніх колег було вбито, 5 викрадено.
Після звільнення від окупантів на Київщині станом на 4 червня 2022 року ексгумовано понад 1,3 тис. тіл цивільних.
Зранку 5 червня 4 ворожі ракети вдарили по Дарницькому вагоноремонтному заводу, що знаходиться на лівому березі Києва. Поранення отримав залізничник. Внаслідок ранкового ракетного удару російських військ знищено один і постраждали ще кілька цехів Дарницького вагоноремонтного заводу в Києві. Та не промовчало російське Міноборони. Вони вчергове збрехали, що ціль удару — «поставленные восточноевропейскими странами танки Т-72 и другая бронетехника, размещенные в корпусах вагоноремонтного предприятия».
У Київській області виявили нову братську могилу, де російські нацисти катували та ростріляли 7 цивільних громадян.
На території Київської області задокументовано понад 3 тис. злочинів, вчинених армією Російської Федерації. За матеріалами поліції вже оголошено підозри понад 15-ти загарбникам.
Станом на 21 червня 2022 року у Київській області знайдено 1333 тіла місцевих жителів, які загинули від рук окупантів, 213 тіл ще не ідентифіковано, ще 300 осіб вважаються зниклими безвісти.
Внаслідок російського ракетного удару по Києву 26 червня 2022 року спалахнула пожежа в одній із житлових дев'ятиповерхівок, а три її верхні поверхи частково зруйновано. Загинула щонайменше одна людина, шестеро постраждали. Друга російська ракета потрапила в дитячий майданчик, розташований на території дитячого садка. Тепер на майданчику — велика вирва.
У Києві внаслідок ракетного удару РФ у суботу 31 грудня 2022 року поранено 22 осіб, одна людина загинула, також пошкоджено цивільну інфраструктуру. Помер один із постраждалих внаслідок російського ракетного удару по Києву 31 грудня.
У першу годину 2023 року російські окупанти здійснили ракетну атаку на Україну. ППО знищила над Києвом 32 повітряні цілі.

Вище приведені тільки деякі злочини російських неонацистів в Україні. Повну хронологію всіх злочинів російських окупантів можна знайти на сайтах новин.